# HF-Modulator

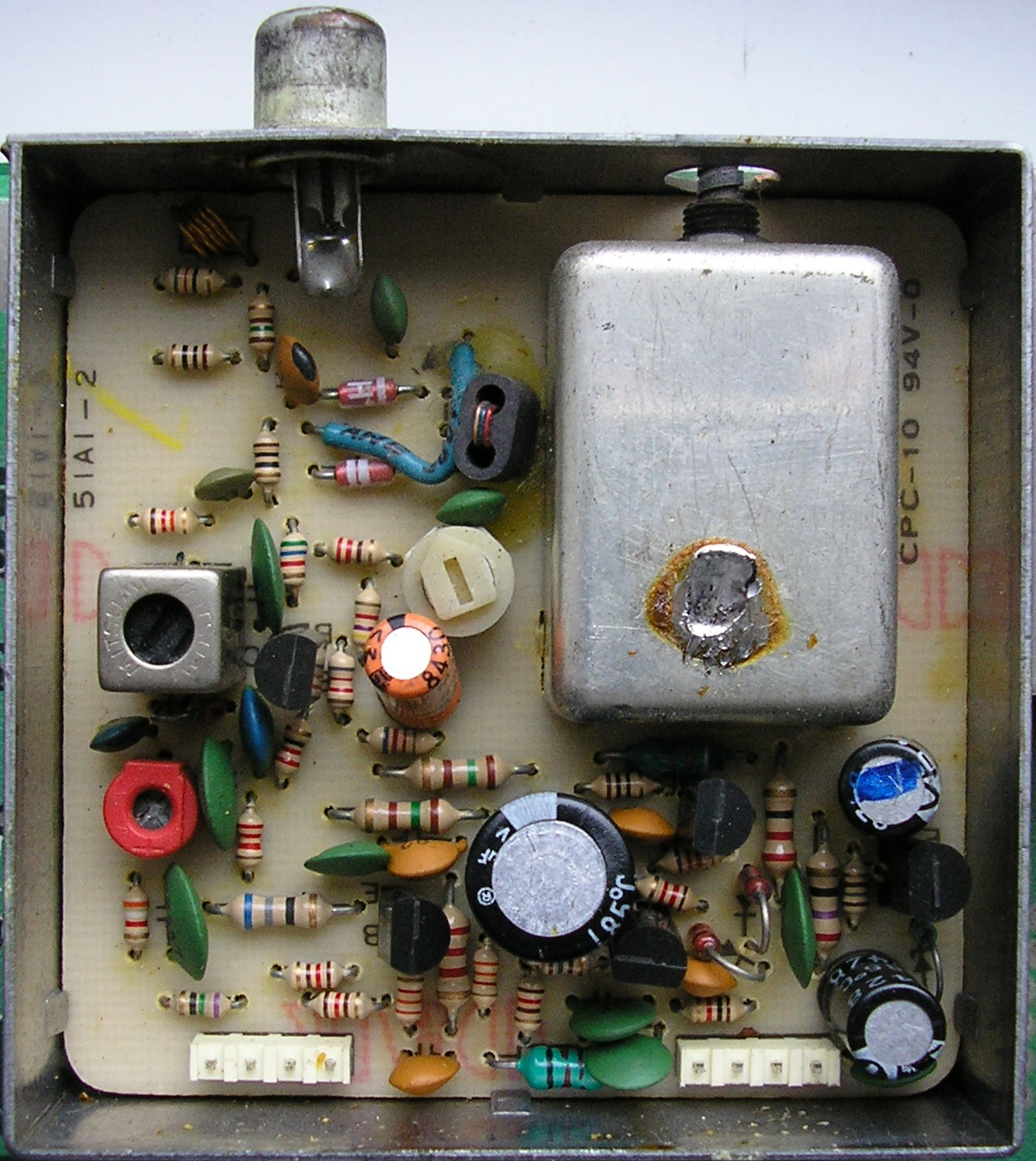
Geöffneter HF-Modulator eines Homecomputers Commodore C64; links oben Signalausgang mit Cinchbuchse, rechts Trimmkondensator zur Kanalwahl

Ein HF-Modulator oder auch TV-Modulator (engl. RF modulator) wird in der Videotechnik verwendet, um ein Fernsehsignal auf eine hochfrequente Trägerfrequenz (daher die Buchstaben HF für Hochfrequenz bzw. RF für engl. radio frequency) aufzumodulieren.
Eine praktische Anwendung ist zum Beispiel der Anschluss von Heimcomputern oder Videogeräten (z. B. DVD-Player) an ältere Fernsehgeräte ohne SCART-Buchse über den Antenneneingang. In der Regel wird dafür der Frequenzbereich zwischen Kanal 30 und 40 verwendet.
In älteren Videorecordern oder Sat-Receivern befinden sich fast immer einfache Modulatoren, um das Videosignal zusätzlich zum durchgeschleiften Antennensignal am Antennenausgang des Gerätes zu erhalten. Durch das Aussterben von Fernsehern ohne Videoeingang werden diese seit den 2000er-Jahren oft eingespart. Für die Verbindung eines Fernsehers ohne Composite-Anschlüsse (Cinch- oder SCART-Buchse) mit einer Videoquelle ohne eingebauten HF-Modulator ist ein externer HF-Modulator unumgänglich.
Auch für das Einspeisen eines Videosignales, z. B. von einer Überwachungskamera, in die Hausverteilung ist ein Modulator erforderlich.
Bei einfachen Geräten wird der Kanal meist über einen Trimmkondensator innerhalb eines Bereiches von etwa zehn Kanälen eingestellt. Bei besseren Geräten wird der Kanal über eine Phasenregelschleife (PLL-Schaltung) eingestellt und kann über eine Anzeige (bei Standalone-Geräten; z. B. ein LED-Display) oder ein On-Screen-Display (OSD-Menü) angezeigt werden. Einfache Geräte produzieren oft Störungen in Nachbarkanälen, so dass die Integration in eine bestehende Antennen- oder Kabelanlage problematisch ist. Bei entsprechend aufwändigeren Geräten wird das durch Filterschaltungen verhindert.